# Orsk
Orsk è una città della Russia europea orientale (oblast' di Orenburg), situata sul fiume Ural, circa 250 km ad est del capoluogo Orenburg.

## Storia
Fondata nel 1735 come fortezza, durante la penetrazione russa nella regione dell'Asia centrale; si chiamava allora Orenburg, nome poi passato ad un'altra città più ad ovest che oggi è capoluogo dell'oblast' in cui è compresa Orsk. Lo status di città fu concesso nel 1865.
Lo sviluppo della città è avvenuto a partire dal 1870, come centro commerciale della regione agricola circostante; al giorno d'oggi, tuttavia, Orsk è un centro prevalentemente industriale.